# Динамовское сельское поселение (Волгоградская область)
Дина́мовское се́льское поселе́ние — муниципальное образование в составе Нехаевского района Волгоградской области.
Административный центр — посёлок Динамо.

## История
Динамовское сельское поселение образовано 18 ноября 2004 года в соответствии с Законом Волгоградской области № 977-ОД.

## Население
| 2010 | 2012 | 2013 | 2014 | 2015 | 2016 | 2017 |
| ---- | ---- | ---- | ---- | ---- | ---- | ---- |
| 1002 | ↘985 | ↘959 | ↘948 | ↘926 | ↘904 | ↘889 |
| 2018 | 2019 | 2020 | 2021 |      |      |      |
| ↘868 | ↘849 | ↘833 | ↗835 |      |      |      |

## Состав сельского поселения
| № | Населённый пункт               | Тип населённого пункта          | Население |
| - | ------------------------------ | ------------------------------- | --------- |
| 1 | Динамо                         | посёлок, административный центр | 965       |
| 2 | Кузьминка                      | посёлок                         | 3         |
| 3 | Мирный                         | посёлок                         | 34        |
| 4 | Отделение № 3 совхоза «Динамо» | посёлок                         | 0         |